# Дойл, Кэтлин
Кэтлин Мэй Дойл (англ. Kathleen Mae Doyle; род. 11 июня 1998 года в Хинсдейле, Иллинойс, США) — американская профессиональная баскетболистка, выступала в женской национальной баскетбольной ассоциации. Была выбрана на драфте ЖНБА 2020 года во втором раунде под общим четырнадцатым номером клубом «Индиана Фивер». Играет на позиции разыгрывающего защитника.

## Ранние годы
Кэтлин родилась 11 июня 1998 года в городке Хинсдейл (штат Иллинойс) в семье Майка и Мэри Дойл, у неё есть два брата, Мик и Колин, и три сестры, Энни, Бриджет и Шейла, училась она немного западнее, в городе Лайл, в академии Бенет, в которой выступала за местную баскетбольную команду.